# Castelló (Ribera Alta)
Castelló (auch Castelló de la Ribera; spanisch Villanueva de Castellón) ist eine Gemeinde (municipio) mit 6.897 Einwohnern (Stand: 2024) in der spanischen Provinz Valencia. Sie befindet sich in der Comarca Ribera Alta.

## Geografie
Castelló liegt etwa 45 Kilometer südsüdwestlich von Valencia am Ríu Albaida in einer Höhe von ca. 30 m.

## Bevölkerungsentwicklung
| Jahr      | 1900 | 1920 | 1950 | 1970 | 1981 | 1991 | 2001 | 2011 | 2021 |
| Einwohner | 4344 | 4905 | 6544 | 6976 | 6987 | 6967 | 7012 | 7595 | 6996 |

## Wirtschaft
Das Weinbaugebiet Castelló ist überregional für seine Vinos de la Tierra mit geschützter geographischer Angabe bekannt.

## Sehenswürdigkeiten
- Kirche Mariä Himmelfahrt (Iglesia de Nuestra Senora de la Asunción) aus dem 15. Jahrhundert
- Barbarakapelle
- Christuskapelle
- Dominikanerkolleg, 1901 errichtet
- Markthalle, 1928 erbaut
- Rathaus

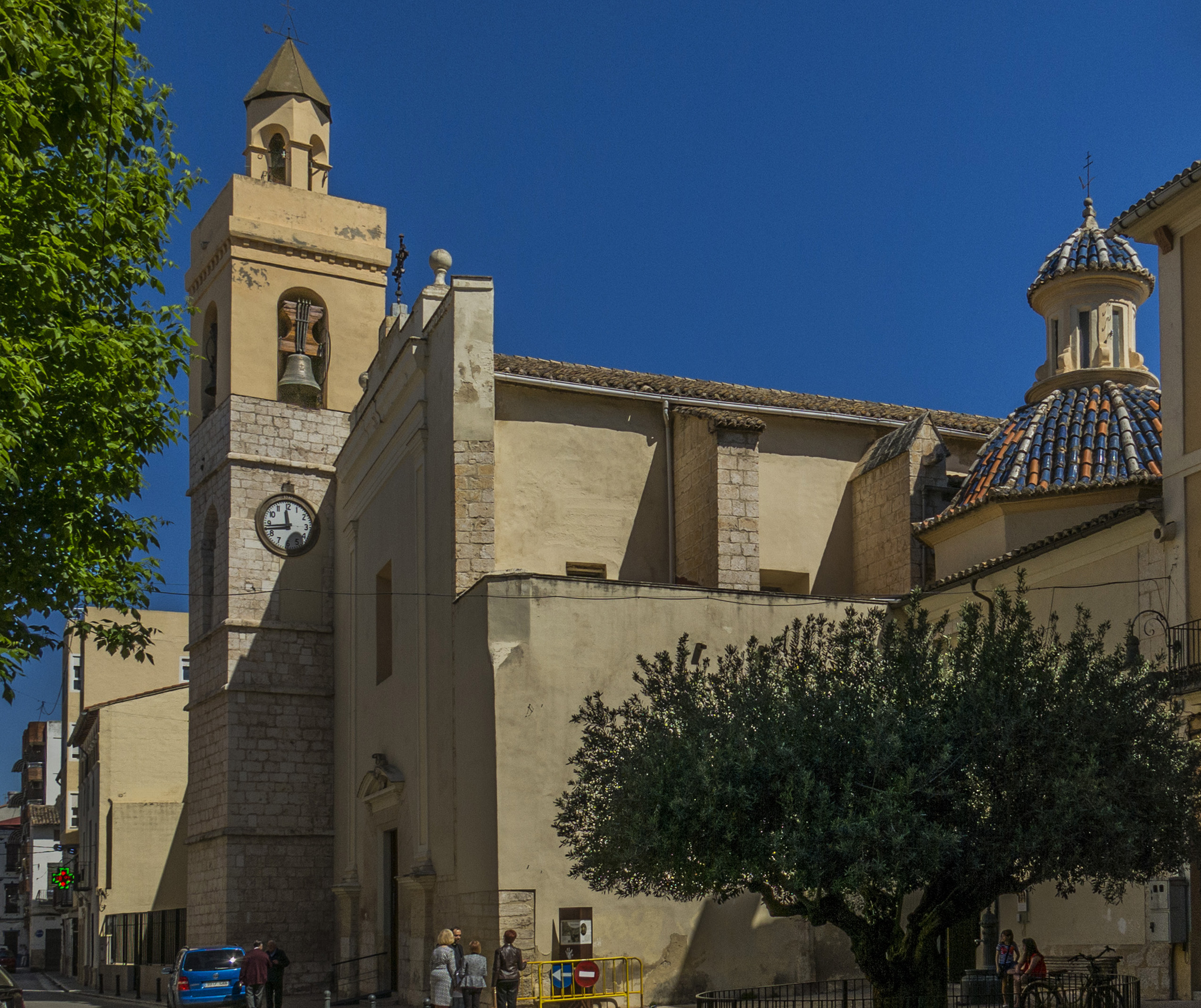
Kirche Mariä Himmelfahrt
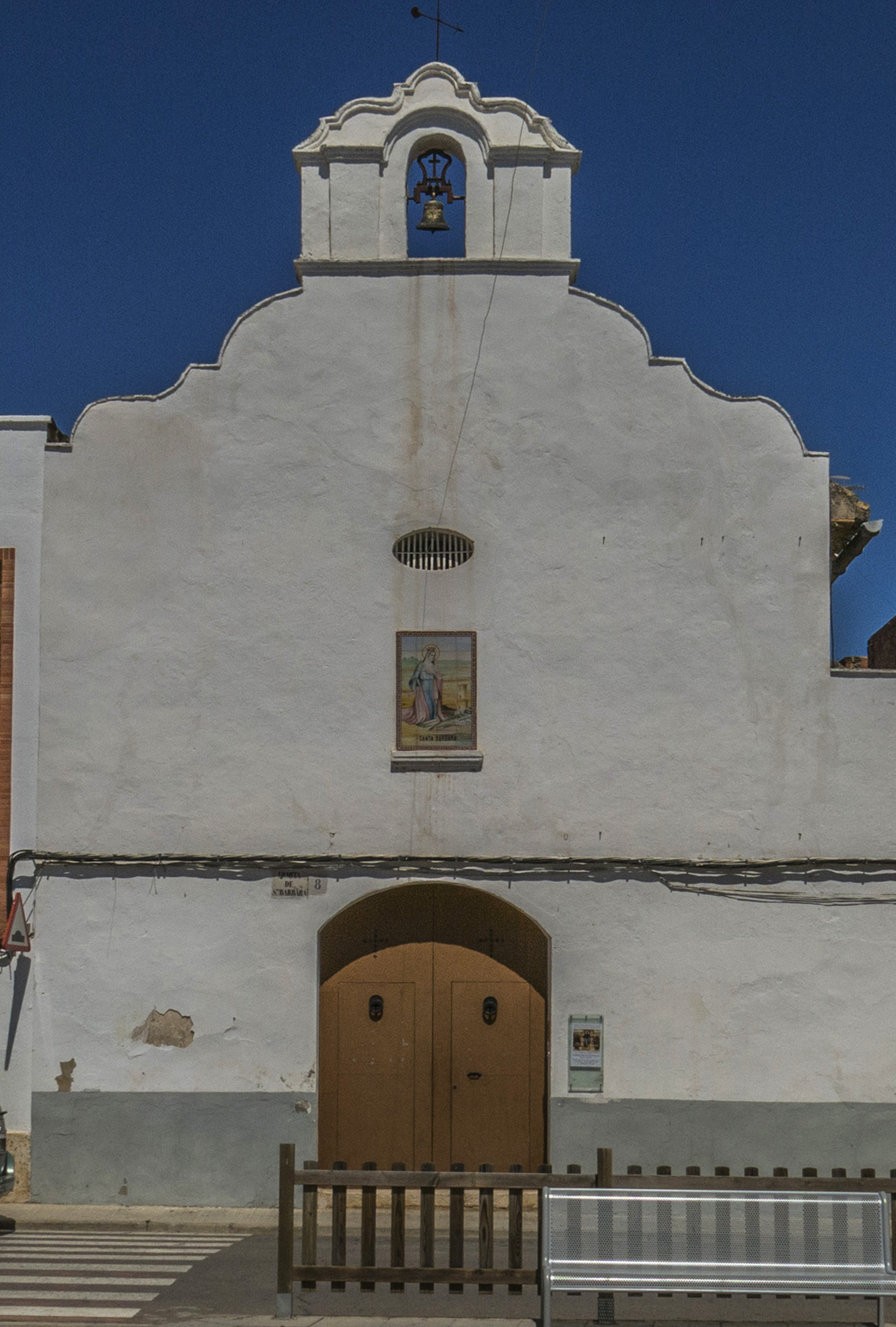
Barbarakapelle
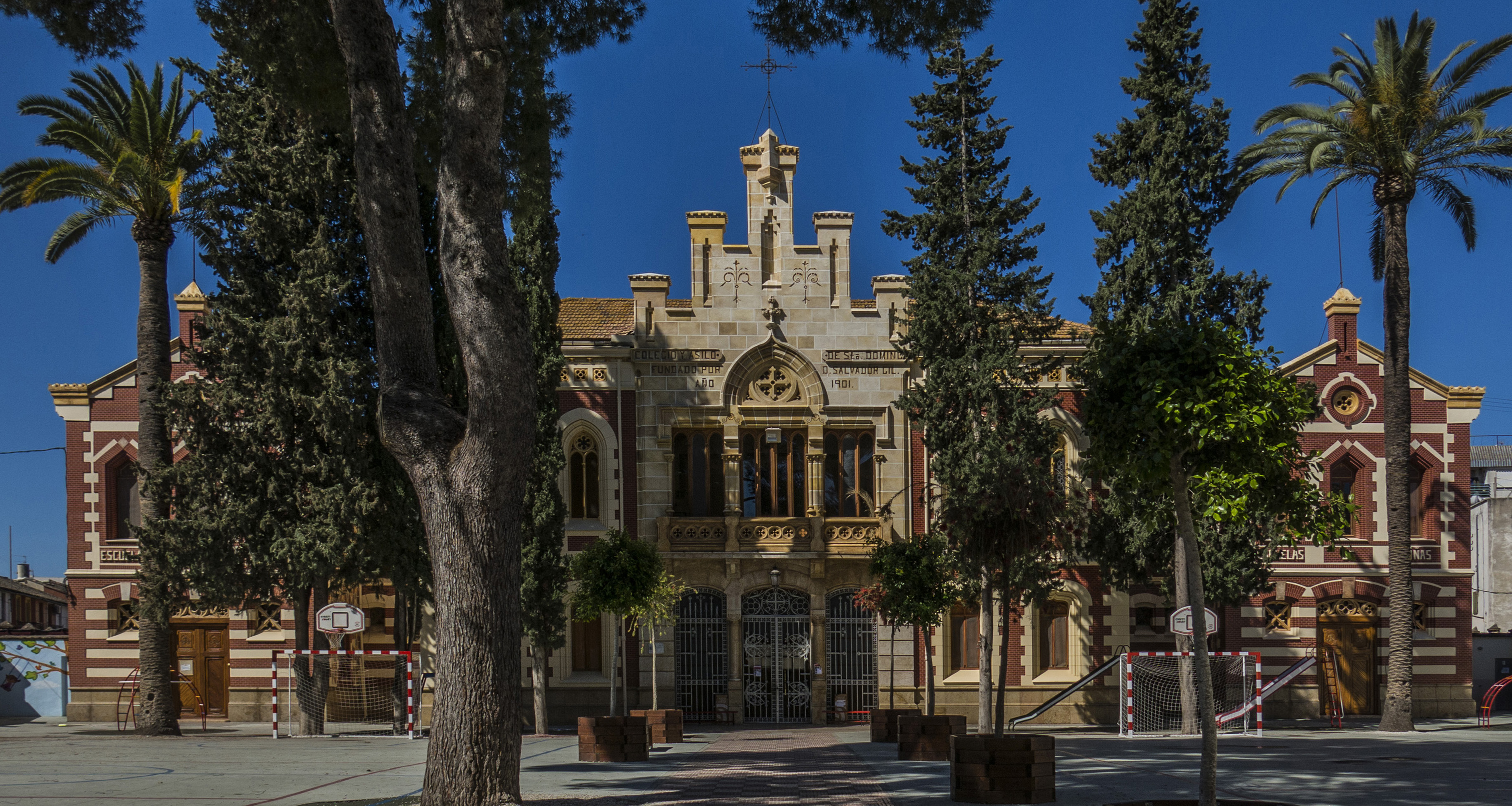
Dominikanerkolleg
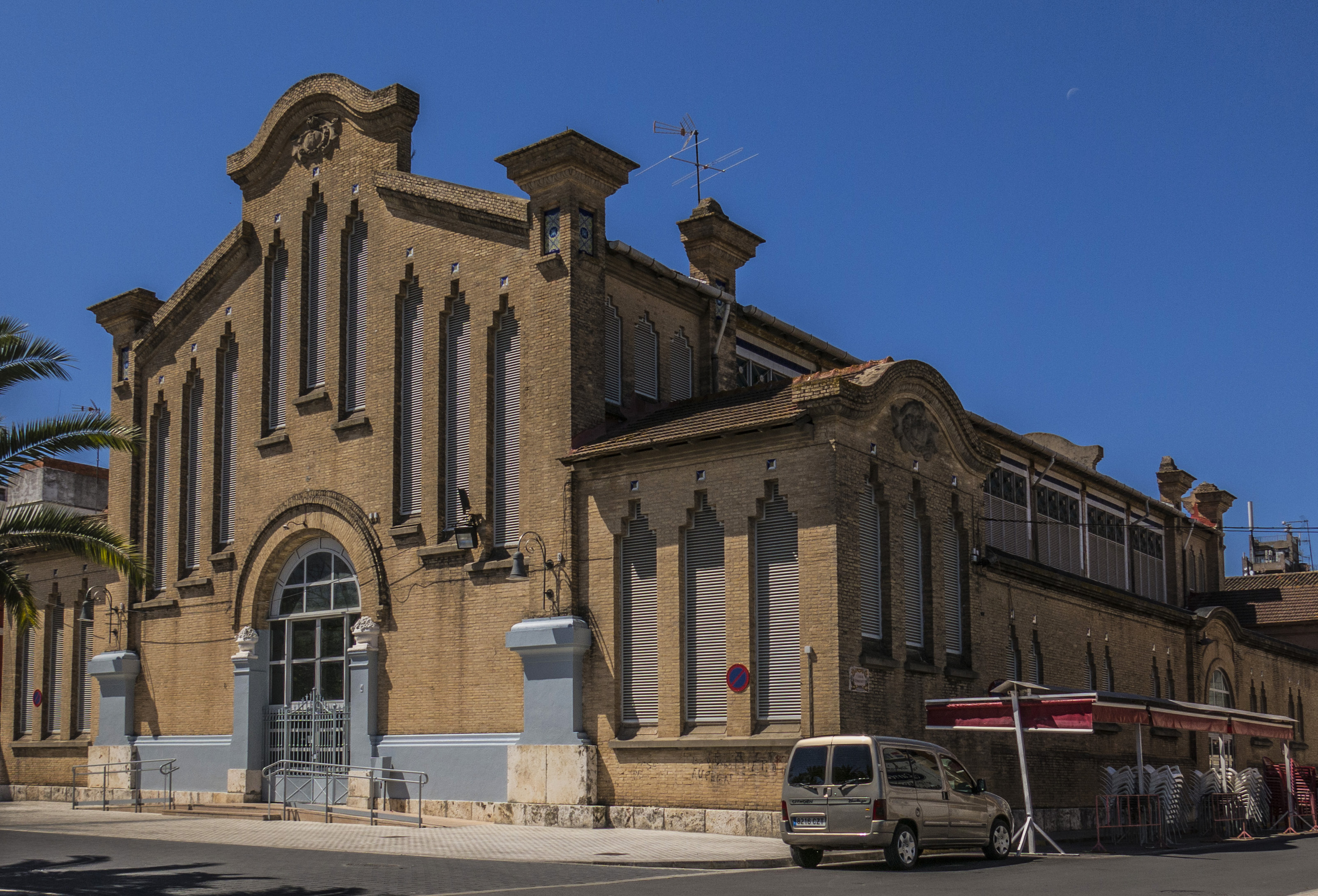
Markthalle
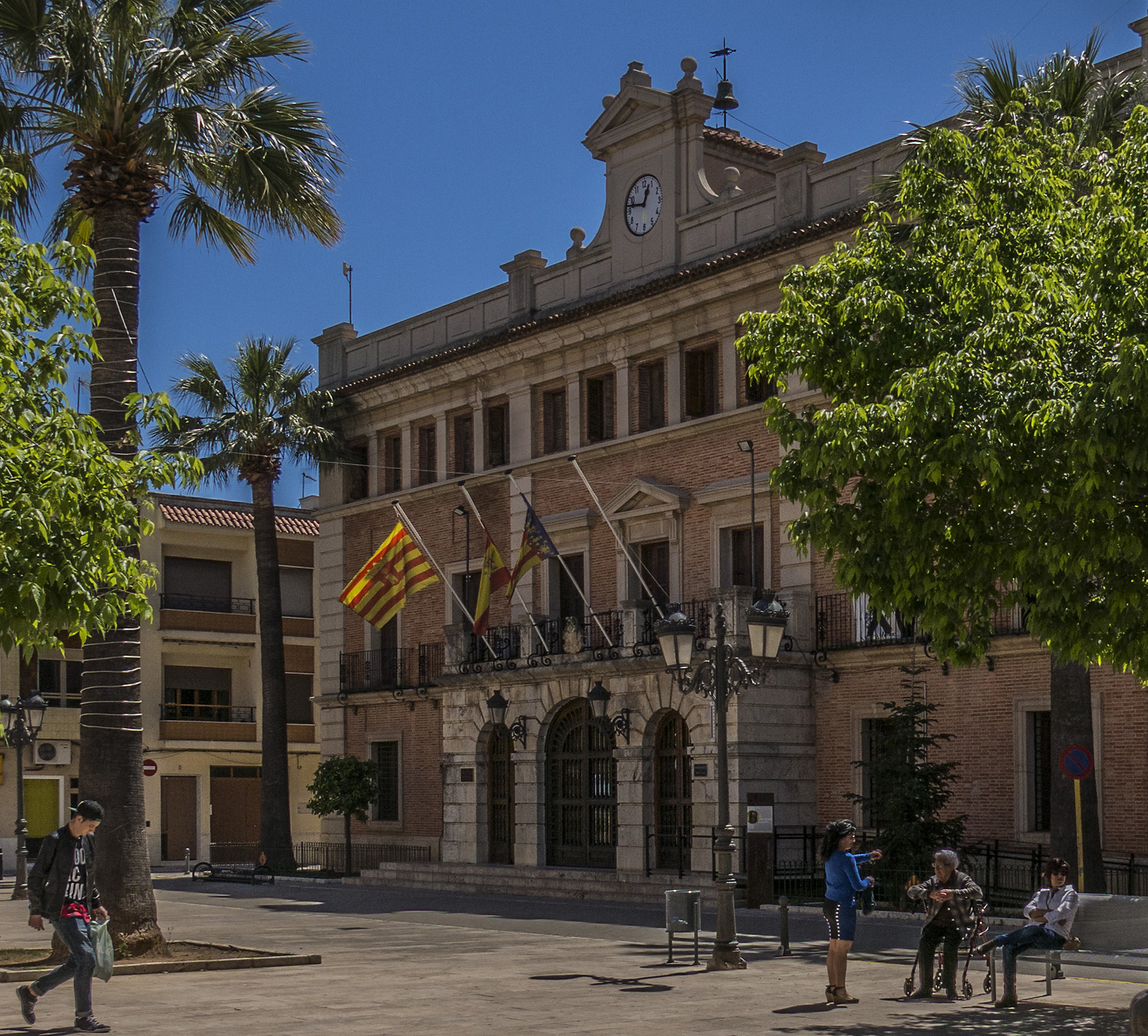
Rathaus

## Gemeindepartnerschaft
Mit der französischen Gemeinde Champagne-au-Mont-d’Or in der Métropole de Lyon besteht seit 1991 eine Partnerschaft.